# Portrait of Jennie
Portrait of Jennie (en España, Jennie; en Hispanoamérica, El retrato de Jennie) es una película estadounidense estrenada por primera vez en Estados Unidos el 22 de abril de 1949. Basada en la novela homónima de 1940 escrita por Robert Nathan, la película fue producida por David O. Selznick y fue dirigida por William Dieterle y protagonizada por Jennifer Jones y Joseph Cotten en los dos papeles principales.

## Sinopsis
Un pintor abatido por haber perdido la inspiración conoce, un día de invierno, a una niña en Central Park vestida de un modo anticuado. A partir de ese momento se suceden otros encuentros, con la particularidad de que en breves intervalos de tiempo la chica se va convirtiendo en una bellísima joven, de la cual el pintor se enamora. Pero Jennie esconde un secreto.

## Reparto
| Actor           | Personaje                      | Notas         |
| --------------- | ------------------------------ | ------------- |
| Jennifer Jones  | Jennie Appleton                |               |
| Joseph Cotten   | Eben Adams                     |               |
| Ethel Barrymore | Señorita Spinney               |               |
| Lillian Gish    | Madre María de la Misericordia |               |
| Cecil Kellaway  | Matthews                       |               |
| David Wayne     | Gus O'Toole                    |               |
| Albert Sharpe   | Moore                          |               |
| Henry Hull      | Eke                            |               |
| Florence Bates  | Sra. Jekes                     |               |
| Clem Bevans     | Capitán Cobb                   |               |
| Brian Keith     | Extra de patinaje sobre hielo  | No acreditado |
| Nancy Davis     | Quinceañera en Galería de arte | No acreditada |
| Anne Francis    | Quinceañera en Galería de arte | No acreditada |
| Nancy Olson     | Quinceañera en Galería de arte | No acreditada |
| Robert Dudley   | Otro viejo marinero            | No acreditado |
| Maude Simmons   | Clara Morgan                   |               |

## Premios
- Oscar a los mejores efectos especiales.

- Premio del Festival de Venecia al mejor actor (Joseph Cotten).